# Past participle
Il past participle è una forma verbale inconiugabile della lingua inglese, equivale al participio passato dell'italiano. Una differenza fondamentale è che il past participle non viene marcato in numero e in genere, ha sempre la forma invariabile.
Il past participle è la terza forma del verbo nel paradigma fornito dai dizionari inglesi, dopo la forma del past simple. A partire da queste tre forme, è possibile coniugare tutte le forme verbali di un dato verbo.

## Formazione

### Verbi regolari
Il past participle dei verbi regolari viene formato nello stesso modo del past simple: alla forma base viene aggiunta la desinenza -ed:
- play - played
- start - started

Anche gli altri fenomeni ortografici concordano con la formazione del Past simple. Se il verbo ha la desinenza e muta, la desinenza del participio passato è solo un -d.
- like - liked

Duplicazione della consonante finale in certi casi:
- refer - referred
- prefer - preferred
- travel - travelled o travelled (vedi ancora le differenze tra l'inglese britannico e americano)

Se il verbo ha la desinenza "y" preceduta da una consonante, l'"y" diventa "i":
- satisfy - satisfied
- modify - modified

Se l'"y" non è preceduta da una consonante ma vocale, non cambia l'ortografia:
- annoy - annoyed
- stay - stayed
- play - played

#### Caratteristiche fonetiche
La desinenza "-ed" viene pronunciata:
- /d/ - dopo le consonanti sonore (eccetto la "d") e dopo le vocali: turned, played
- /t/ - dopo le consonanti sorde (eccetto la "t"): looked, liked
- /ɪd/ - dopo la "t" e la "d": started, needed

### Verbi irregolari
Molti verbi sono irregolari. Questi verbi possono avere la forma uguale al past simple (es. get), la forma uguale all'infinito (es. come), possono essere tutte e tre le forme uguali (es. cut), e il past participle può differire sia dall'infinito che dal past simple (es. eat).

## Uso
Il past participle può esser usato come attributo o la parte nominale del predicato:
A satisfied man came yesterday.
He is satisfied.
Con il past participle possiamo abbreviare delle subordinate:
The letter posted yesterday (=which was posted yesterday) will arrive today.
Nella formazione dei tempi composti il past participle si trova dopo il verbo ausiliare (to have):
I have played.
Nella voce passiva il verbo principale si trova nella forma del past participle dopo il verbo to be, come in italiano:
The letter is written - La lettera è scritta.
Il past participle viene usato anche in certe perifrasi fattitive come ASD:
I must have my hair cut.
I can make myself understood/understand.
I get my watch cleaned.